# Vermaledeyt
Vermaledeyt (von mittelhochdeutsch vermaledîen: verfluchen) ist eine deutsche Mittelalterband aus Memmingen (Bayern).

## Geschichte
Die Band wurde im März 2004 unter dem Namen „Societas Morbis“ gegründet und bestand zunächst aus sieben Musikern.
Im Februar 2005 trat Vivianne von der Saar als achtes Mitglied bei. Im selben Jahr wurden auch die ersten öffentlichen Auftritte gespielt. So z. B. auf dem Festival der Spielleute in Waldreichenbach. Zuvor trat die Gruppe hauptsächlich auf privaten Veranstaltungen auf.
Seit 2006 spielte die Band regelmäßig auf Mittelaltermärkten in ganz Deutschland, Österreich und der Schweiz. Unter anderem war Vermaledeyt oft bei Veranstaltungen des Mittelalterlich Phantasie Spectaculum zu sehen.
Im Sommer 2007 verließ Karl der Kessler aus beruflichen und privaten Gründen die Gruppe und seitdem blieb die Band in ihrer aktuellen Besetzung.
Im August desselben Jahres wurde das Debütalbum Des Wahnsinns fette Beute in den HOFA-Studios produziert, welches am 29. Februar 2008 veröffentlicht wurde. Im Zuge der veränderten Besetzung und der Aufnahme des ersten Albums, entschied die Band sich in „Vermaledeyt“ umzubenennen.
Nachdem am 1. April 2010 das zweite Album Relikt veröffentlicht wurde, spielte Vermaledeyt nun neben zahlreichen Mittelaltermärkten auch auf diversen Festivals in Deutschland.
Im April 2012 erschien das dritte Studioalbum SaltaNeo.
2014 kommunizierte die Band auf ihrer Website, dass sie sich nach etwa zehn Jahren gemeinsamen Musizierens auflösen und fortan getrennte Wege gehen möchte. Im gleichen Jahr gab es ein Abschiedskonzert im Kaminwerk in Memmingen.
Zum Jahresbeginn 2024 kündigte die Band nach zehn Jahren ihr Comeback an. Bis auf Simon Donnerschlag sind alle Mitglieder der letzten Besetzung von 2014 wieder dabei. Zusätzlich verstärkt Max Schlagsaite die Gruppe nun an der E-Gitarre.
Im November 2024 erschien die EP Heimkehr. Einen Monat später fand das Reunion-Konzert der Band statt. Für 2025 sind Konzerte und Festival-Auftritte in ganz Deutschland geplant.

## Diskografie
- 2008: Des Wahnsinns fette Beute
- 2010: Relikt
- 2012: SaltaNeo
- 2024: Heimkehr (EP)

## Bildergalerie

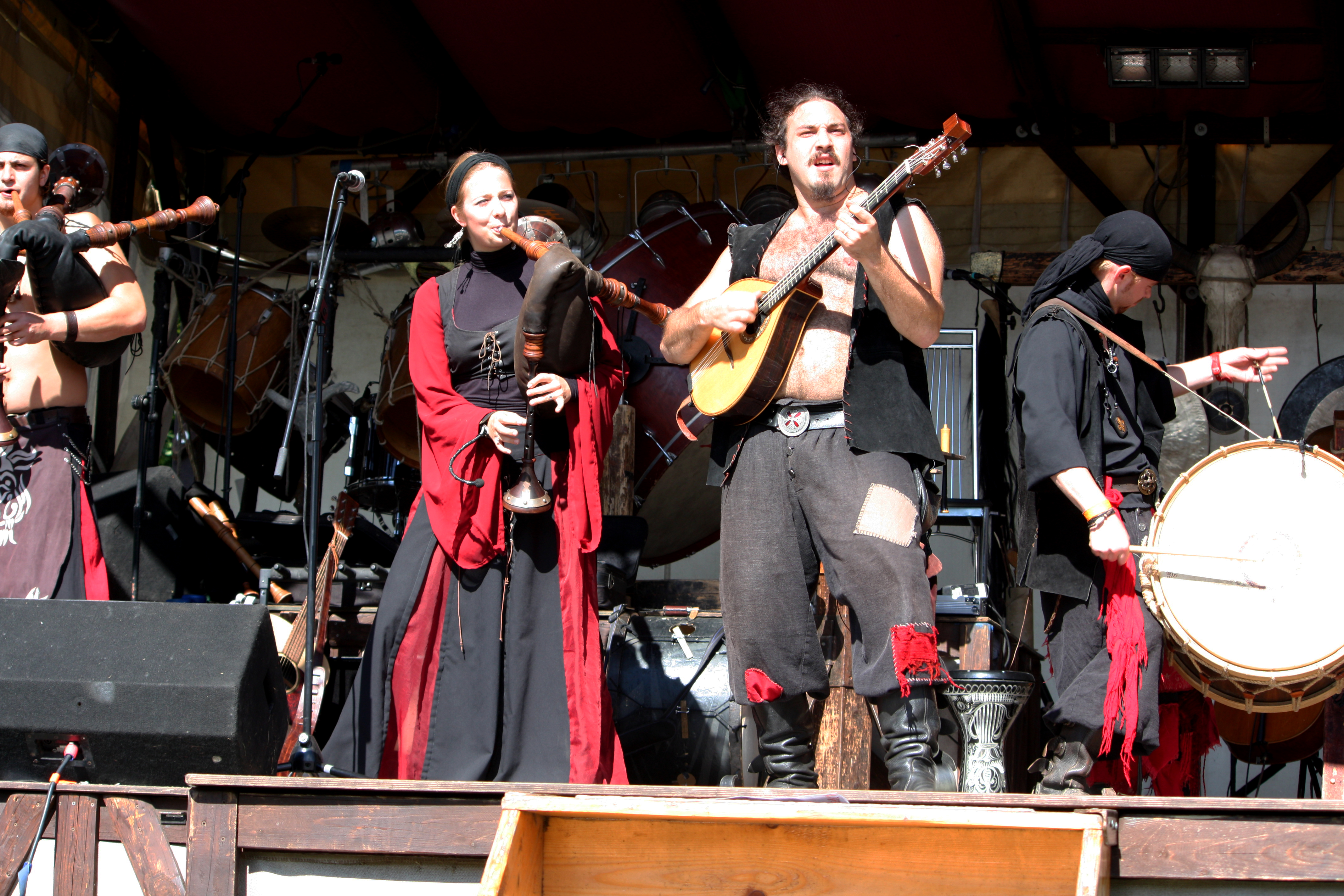
Sänger Johann Lästerzunge und Vivianne von der Saar
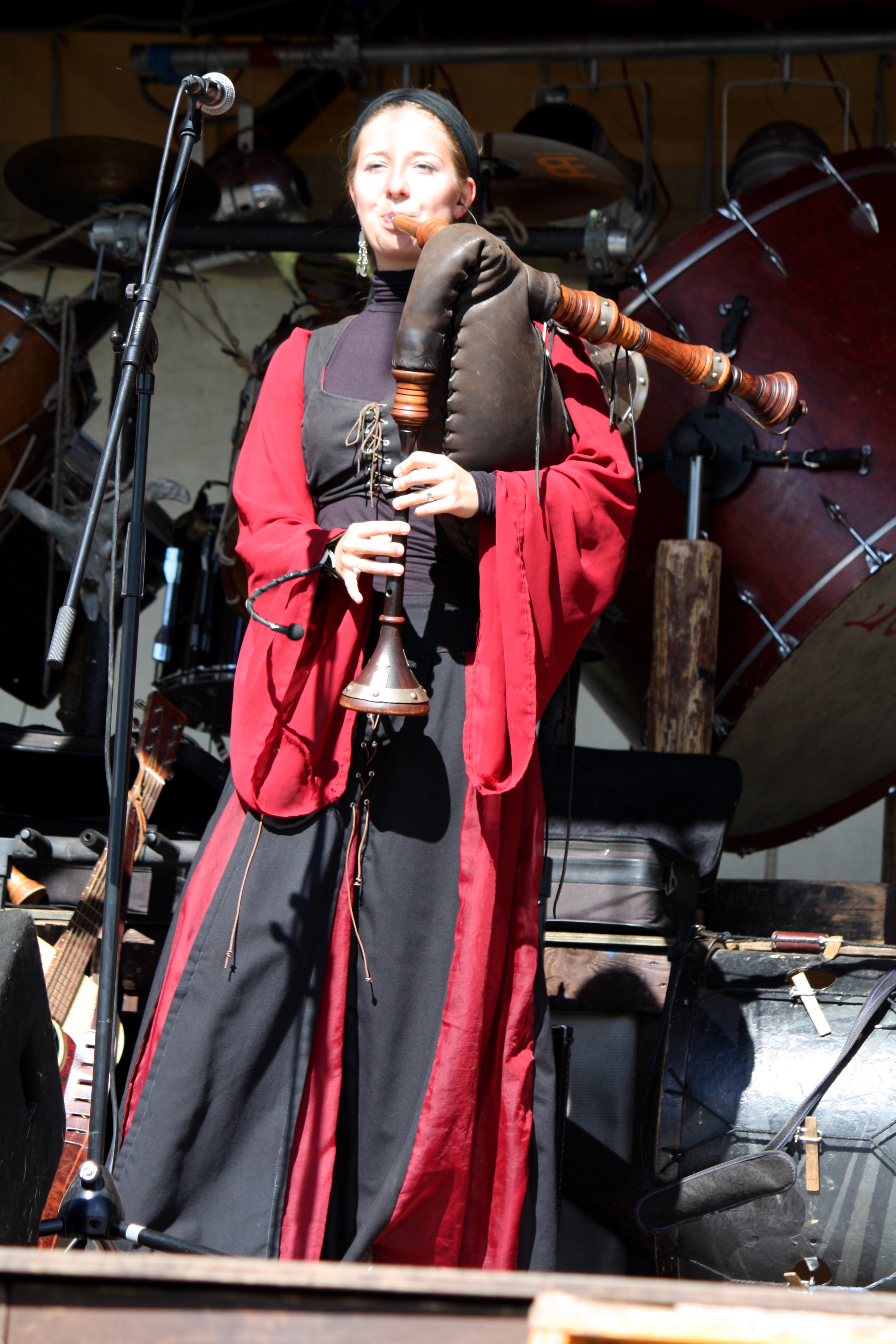
Vivianne von der Saar
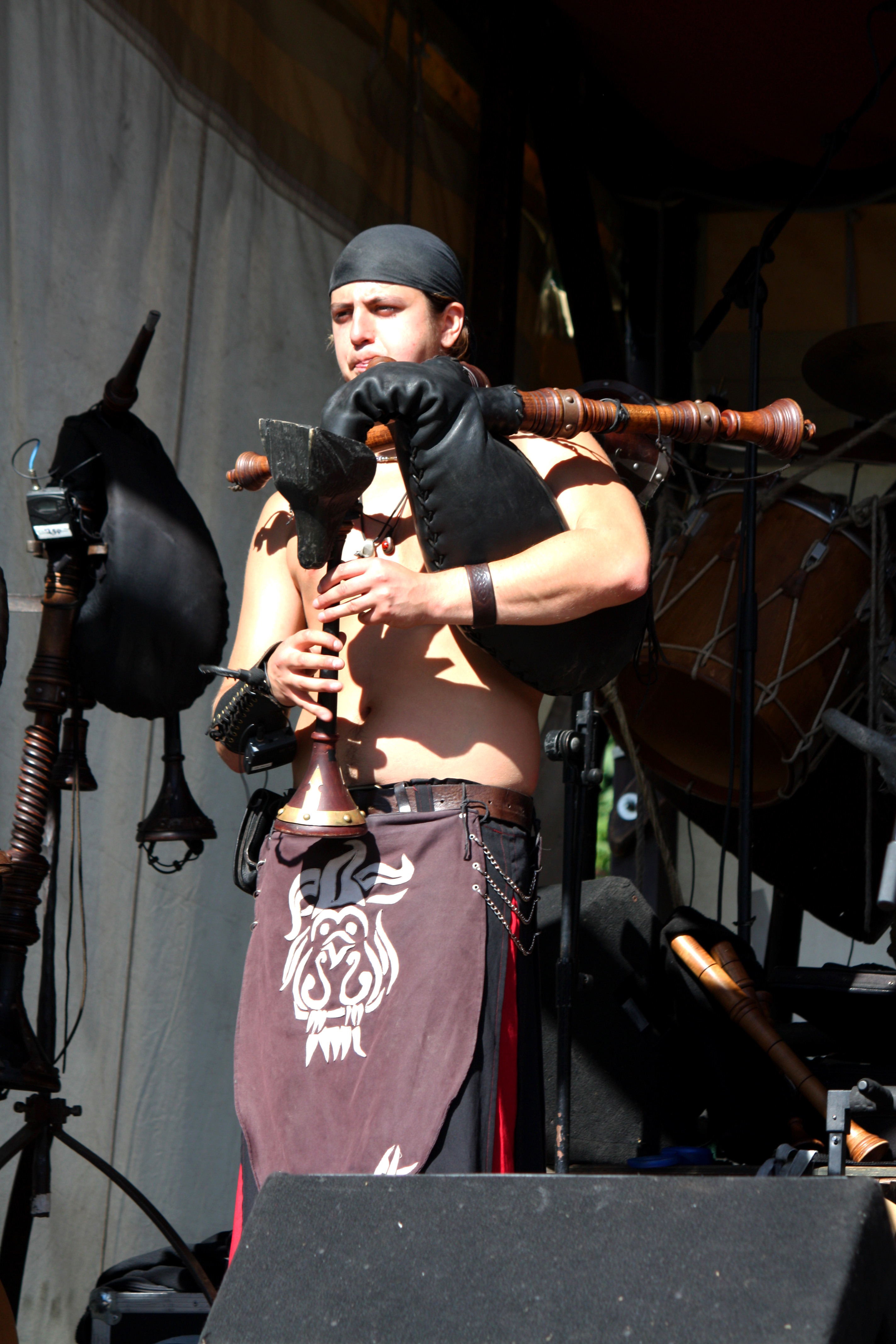
Arras Schelter
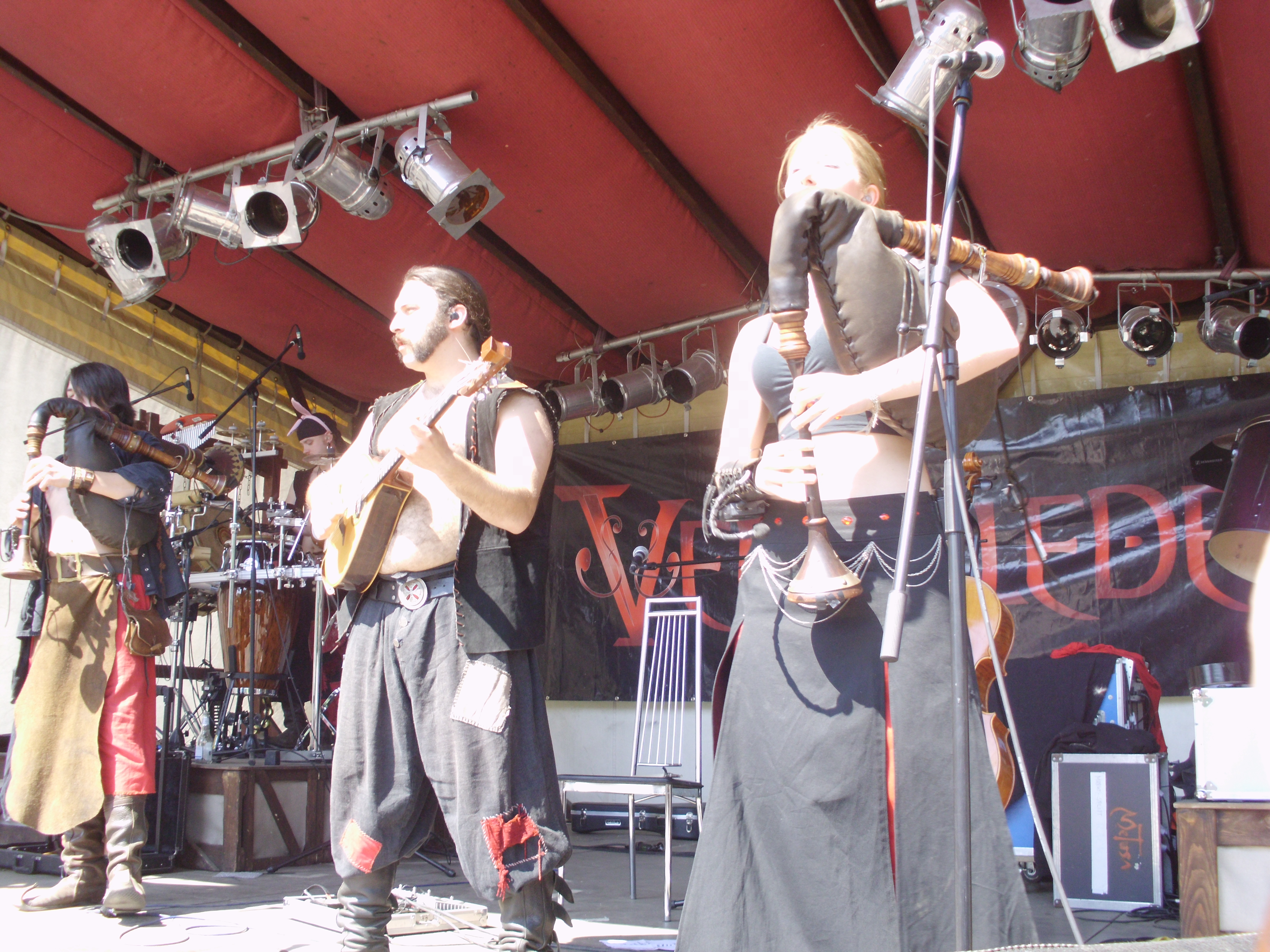
Vermaledeyt beim Mittelalterlichen Phantasie Spectaculum in Gelsenkirchen
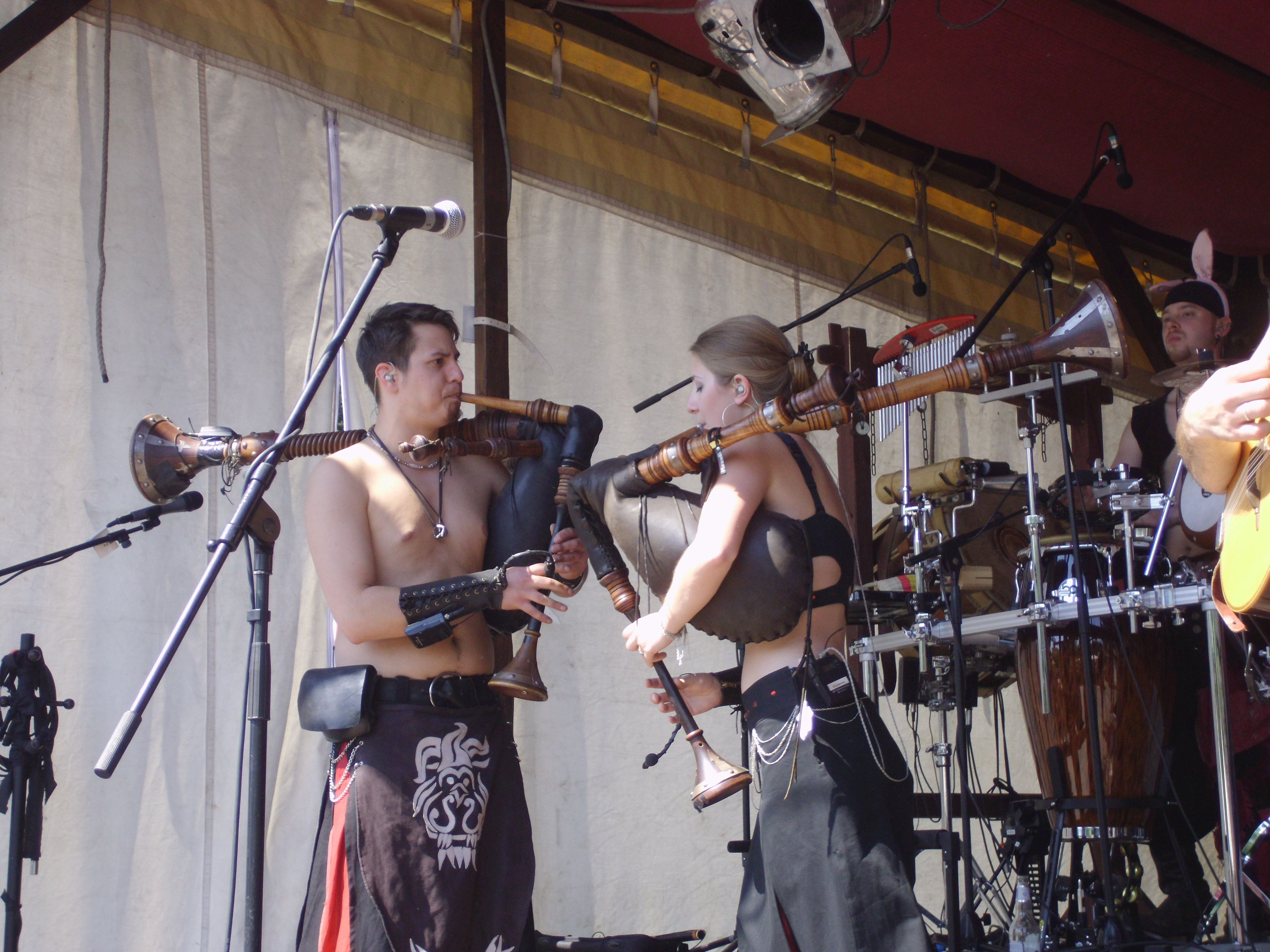
Arras Schelter und Vivianne von der Saar
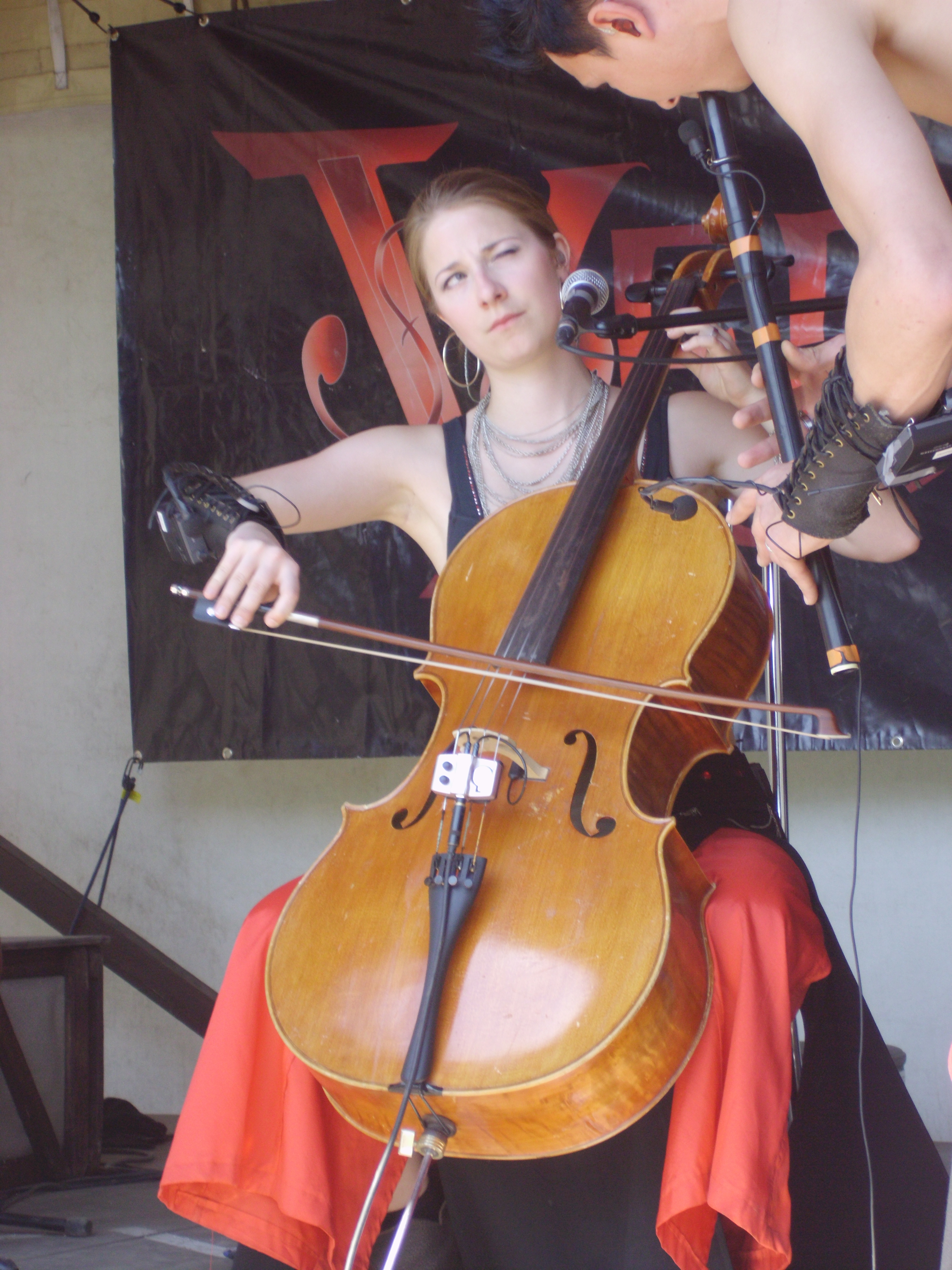
Vivianne von der Saar